# Myotis rufoniger
Myotis rufoniger — вид рукокрилих ссавців з родини лиликових.

## Таксономічна примітка
Таксон відділено від M. formosus.

## Морфологічна характеристика
Це малий кажан із довжиною передпліччя від 45 до 56 мм, довжиною хвоста 52 мм, довжиною стопи 11 мм, довжиною вуха 19 мм і вагою до 12 г. Хутро щільне і шерстисте. Загальне забарвлення тіла темно-помаранчеве з чорнуватою основою волосків і темнішим кінчиком. Морда коротка, загострена і зі злегка трубчастими ніздрями. Вуха відносно короткі, вузькі, помаранчеві з чорними краями. Крила помаранчеві, перетинки між пальцями ніг чорні та прикріплені ззаду до основи великого пальця. Лапи малі, чорнуваті. Хвіст довгий і повністю включений у великий уропатій оранжевого кольору.

## Поширення
Країни проживання: Північна Корея, Південна Корея, Японія, Китай, Тайвань, В'єтнам, Лаос.

## Спосіб життя
У серпні повідомлялося про самку з дитинчатами на острові Цусіма. У Кореї та Тайвані цей вид зустрічається в гірських лісах, де ночує в печерах, а в серпні повідомлялося про самку з дитинчатами. У В'єтнамі його збирали як у первинних, так і в сильно порушених вторинних субтропічних лісах.